# 대북 (정치)
대북(大北)는 조선시대 붕당 가운데 하나로, 북인의 한 계파이다.

## 배경
선조 시대에 생겨난 당파인 동인(東人)이 정여립 역모 사건을 계기로 남인, 북인으로 나뉘었는데, 이 가운데 북인 정파가 광해군과 영창대군 지지를 두고 다시 대북(大北)과 소북(小北)으로 분파되었다. 분파 시기는 북인이 정권을 차지했던 1602년(선조 35년) 무렵이다.

## 역사
대북은 분파 당시 고위 관료 출신이 주축이었다. 선조 말기에 영창대군을 지지한 소북과 달리 광해군을 지지하였다. 그리고 광해군이 즉위하자 자연스럽게 집권 정파가 되었다. 집권 이후 1613년(광해 5년) 계축옥사를 전후하여 육북·골북·중북 등으로 분화되었으며, 1623년 인조반정으로 광해군이 몰락하자 사실상 정계에서 퇴출되었다. 대북에 속하던 인물 상당수가 당시 처형되었고, 일부는 소북으로 전향하여 조선 말기까지 명맥을 이어갔다.

## 분파
- 육북(肉北) : 선조 때의 홍여순 지지 세력. 선조 말기에 골북과 함께 다시 대북으로 집결
- 골북(骨北) : 선조 때의 이산해 지지 세력. 선조 말기에 육북과 함께 다시 대북으로 집결
- 중북(中北) : 영창대군 처벌의 부당함을 주장한 세력. 정창연(鄭昌衍), 이명(李溟), 유몽인(柳夢寅) 등 소속

## 주요 인물
다음은 대북의 주요 인물들이다.
- 이산해(李山海) : 대북의 초기 영수. 광해군 즉위 초에 사망하자, 그의 차남 이경전(李慶全)은 소북이 되고 다시 남인으로 전환하였다.
- 정인홍(鄭仁弘) : 제자 이이첨이 대북의 영수였으므로 대북 정권의 원로로 예우되었다. 인조반정 후 처형되었다.[2]
- 이이첨(李爾瞻) : 임진왜란 의병장 출신의 대북 영수이다. 인조반정 후 처형되었다.
- 홍여순(洪汝諄) : 선조 시기 대북의 한 분파인 육북(肉北)을 이끌던 인물. 골북과 반대 자리에 있었기 때문에 광해군 즉위 초에 진도에 유비되어 그곳에서 사망했다.
- 기자헌(奇自獻) : 광해군 때 영의정. 대북 소속이었음에도 인목대비 폐비에 반대하였다. 인조반정 직후 처형되었으나 1627년(인조 5년)에 관직을 회복시켜 주었다.
- 유몽인(柳夢寅) : 특정 당파를 자처하지 않았으나 대북 정권의 요직이 있었으므로 대북 인물로 분류된다. 인조반정 직후 처형되었으며, 1794년(정조 18년)에 죄명이 삭제되었다.

## 같이 보기
- 조선 선조
- 광해군
- 붕당
- 동인
- 소북